# Аддис-Абеба
Адди́с-Абе́ба (амх. አዲስ አበባ — «новый цветок») — столица Эфиопии. Является крупнейшим в мире городом, расположенным в стране, не имеющей выхода к морю. Население 5 461 000 человек (2023). Имеет статус отдельного региона Эфиопии. В Аддис-Абебе находится штаб-квартира Африканского союза, а также его предшественника Организации африканского единства.
Основан в 1886 году императором Менеликом II по просьбе его жены императрицы Таиту.
Аддис-Абебу часто называют «столицей Африки» или «Парижем Африки» в связи с его историческим, политическим и дипломатическим значением для континента. Город населяют люди множества национальностей из разных регионов Эфиопии: амхара, оромо, тиграи, сомали и многие другие. Богат также конфессиональный состав населения, здесь живут миафизиты, мусульмане, иудеи, православные христиане, протестанты и приверженцы традиционных африканских верований.
Аддис-Абеба является самой высокогорной столицей среди столиц государств Африки, и, одной из самых высокогорных столиц в мире. Самая нижняя точка города 2326 м, расположена на юге города, где находится аэропорт Боле. Самая высокая точка гора Энтото с высотой 3000 м, расположенная на севере города.

## Этимология
Город основан в 1886 году как региональный центр с названием Финфинни, что на языке оромо означает горячие источники. С 1887 года становится летней резиденцией императорского двора и переименовывается в Аддис-Абебу (አዲስ አበባ с амх. — «новый цветок», «аддис» — новый, «абеба» — цветок). С 1889 года столица государства.

## История
Аддис-Абеба была основана императором Эфиопии Менеликом II, который в это время был царём государства Шева и считал окрестности горы Энтото удобной базой для военных операций на юге его царства. В 1879 году он посетил руины известного средневекового города и остатки церкви в этом районе. Его интерес к этому региону возрос после того, как императрица Таиту начала строительство церкви на горе Энтото. Однако природные условия не позволяли строить город в непосредственной близости от горы. В 1886 году строительство началось к югу от гор.
Первоначально Таиту построила дом для себя в окрестностях минеральных источников Филуоха, где она и члены королевского суда любили принимать минеральные ванны. Другие знатные люди селились рядом с домом Таиту. Когда поселение расширилось, Менелик II перестроил дом Таиту во дворец, где сегодня располагается правительство Эфиопии. Титул столицы Эфиопии город получил, когда Менелик II стал императором Эфиопии. До сих пор можно увидеть эвкалипты вдоль городских улиц, посаженные императором.
5 мая 1936 года в ходе Второй итало-эфиопской войны итальянские войска заняли город. В период с 1936 по 1941 годы Аддис-Абеба была столицей Итальянской Восточной Африки. За этот период около миллиона эфиопов были убиты горчичным газом. После победы британских войск и эфиопских повстанцев над итальянской армией в Эфиопии император Хайле Селассие вернулся в столицу и сразу начал работы по восстановлению города.
С 1958 года в Аддис-Абебе размещается резиденция экономической комиссии ООН по Африке. При поддержке Хайле Селассие в 1963 году была создана организация африканского единства (ОАЕ), штаб-квартира которой разместилась в Аддис-Абебе. В 2002 году ОАЕ была распущена, а вместо неё был организован Африканский союз со штаб-квартирой в Аддис-Абебе. 
В 1965 году в городе был проведён совет Восточных православных церквей.
После революции 1974 года, в феврале 1975 года столичная обувная фабрика была национализирована (это было одно из первых предприятий страны, на котором ввели 8-часовой рабочий день - до революции продолжительность рабочего дня составляла 10-12 часов). В 1974-1979 гг. объемы производства увеличились, в 1979 году это было крупнейшее предприятие обувной промышленности с 650 работниками (производившее около половины кожаной обуви).

## Климат
Город имеет целый комплекс сложных климатических явлений, так как расположен на высокогорье. В зависимости от высоты и преобладающего ветра температура может отличаться на 10 °C. В целом, температура в течение года примерно одинаковая, без резких колебаний. Среднемесячная температура меняется от +16 до +19 °C в зависимости от времени года. Расположение вблизи экватора обеспечивает достаточно тепла, несмотря на высокогорное положение. Растительность в пределах города довольно бедная, представлена пустынными и полупустынными кустарниками и травами. Колебаний температуры в течение года практически нет. В городе не бывает палящего зноя и почти не бывает холодов, редко происходят заморозки.
| Показатель                    | Янв. | Фев. | Март | Апр. | Май  | Июнь | Июль | Авг. | Сен. | Окт. | Нояб. | Дек. | Год  |
| ----------------------------- | ---- | ---- | ---- | ---- | ---- | ---- | ---- | ---- | ---- | ---- | ----- | ---- | ---- |
| Абсолютный максимум, °C       | 28,8 | 28,4 | 30,0 | 29,5 | 30,0 | 29,0 | 26,8 | 26,4 | 26,2 | 27,0 | 27,8  | 28,0 | 30,0 |
| Средний суточный максимум, °C | 21,9 | 22,8 | 23,5 | 23,0 | 23,5 | 21,8 | 19,6 | 19,4 | 20,4 | 21,6 | 21,6  | 21,3 | 21,7 |
| Средняя температура, °C       | 16,4 | 17,5 | 18,5 | 18,4 | 18,9 | 17,5 | 16,2 | 16,1 | 16,4 | 16,6 | 16,0  | 15,4 | 17,0 |
| Средний суточный минимум, °C  | 10,0 | 11,0 | 12,6 | 13,2 | 13,3 | 12,5 | 12,0 | 12,3 | 11,6 | 10,4 | 9,1   | 9,1  | 11,4 |
| Абсолютный минимум, °C        | 1,0  | 0,0  | 4,4  | 6,0  | 6,0  | 6,4  | 6,2  | 6,1  | 4,0  | 2,0  | 1,0   | 0,0  | 0,0  |
| Норма осадков, мм             | 11   | 38   | 52   | 82   | 69   | 107  | 229  | 232  | 142  | 34   | 5     | 11   | 1010 |
| Источник: Погода и Климат     |      |      |      |      |      |      |      |      |      |      |       |      |      |

## Демография
По данным Центрального статистического агентства Эфиопии, опубликованным в 2012 году, население Аддис-Абебы составляло 3 041 002 жителей, из них 1 449 002 мужчин и 1 592 000 женщин. В настоящее время на территории Аддис-Абебы не существует сельских районов, поэтому 100 % населения городское. Здесь проживает 23 % всего городского населения Эфиопии. Площадь города 526,99 км², средняя плотность населения составляет 5770,5 чел./км². Город разделён на 10 административных районов, в самом из густонаселённых Аддис-Кетема плотность населения составляет 38 255,3 чел./км², а в самом редко населённом Акаки-Калити — 1704,1 чел./км².
Со времени последней переписи населения Эфиопии, которая прошла в 2007 году, население Аддис-Абебы выросло более чем на 300 тысяч жителей. В 2007 году население столицы составляло 2 738 248 жителей.
В столице проживают представители множества национальностей. Среди них выделяются: амхара — 48,3 % населения, оромо — 19,2 %, гураге — 17,5 %, тиграи — 7,6 %. Христиане-миафизиты составляют 82 % населения, мусульмане — 12,7 %, протестанты — 3,9 %, католики — 0,8 %.
Динамика численности населения Аддис-Абебы:
- 1900 — 80 000 жителей;
- 1958—400 000 жителей;
- 1968—664 000 жителей;
- 2002 — 1 700 000 жителей;
- 2012 — 3 041 002 жителей[1].

## Административное деление
Город разделён на 10 районов.
| Номер | Название         | Площадь (кm²) | Население | Плотность | Изображение |
| ----- | ---------------- | ------------- | --------- | --------- | ----------- |
| 1     | Аддис Кетема     | 7.41          | 271,644   | 36,659.1  |             |
| 2     | Акаки Калити     | 118.08        | 195,273   | 1,653.7   |             |
| 3     | Арада            | 9.91          | 225,999   | 23,000    |             |
| 4     | Боле             | 122.08        | 328,900   | 2,694.1   |             |
| 5     | Гуллэлэ          | 30.18         | 284,865   | 9,438.9   |             |
| 6     | Киркос           | 14.62         | 235,441   | 16,104    |             |
| 7     | Кольфе Керанио   | 61.25         | 546,219   | 7,448.5   |             |
| 8     | Лидета           | 9.18          | 214,769   | 23,000    |             |
| 9     | Нифас Силк-Лафто | 68.30         | 335,740   | 4,915.7   |             |
| 10    | Йека             | 85.46         | 337,575   | 3950.1    |             |

## Экономика
В Аддис-Абебе присутствует разнообразная экономическая деятельность. Согласно официальной статистике федерального правительства, около 119 197 человек заняты в торговле и коммерции, 113 977 человек — в промышленности, 80 391 человек имеют своё домохозяйство, 71 186 человек заняты в администрации, 50 538 человек — в транспорте и коммуникациях, 42 514 человек — в области социального обеспечения, 32 685 человек заняты в гостиничном хозяйстве и туризме, а 16 602 человек работают в сельском хозяйстве.
Множество бедных эфиопов из сельских районов приезжают в Аддис-Абебу в поисках заработка. Хотя в последнее время число нищих уменьшилось благодаря обеспечению их образованием и работой. Сегодня Аддис-Абеба относительно чистый и безопасный город чёрной Африки, где наиболее распространены такие преступления, как мошенничество, мелкие кражи и воровство из сумок.
В последнее время растёт количество высотных зданий и дорогих гостиниц. Ведётся строительство торговых центров и развлекательных клубов. Город всё чаще называют «Курортной столицей Африки».

## Транспорт
Через Аддис-Абебу проходит трансафриканское Шоссе Каир-Кейптаун и множество региональных дорог. Общественный транспорт состоит из автобусов и маршрутных такси синего или белого цветов. Маршрутные такси это, как правило, микроавтобусы, вмещающие около 12 пассажиров. В каждом маршрутном такси есть кондуктор, собирающий плату за проезд.
В начале 2008 года в сотрудничестве с Россией планировалось открыть первый троллейбусный маршрут Геородис — Адису Гебея. Строительство троллейбуса было отменено, взамен построена трамвайная сеть. В сентябре 2015 года в городе начала функционировать система скоростного трамвая.
Город имеет железнодорожное сообщение с Джибути и Дыре-Дауа. Вокзал, ныне закрытый, так как проложена новая электрифицированная линия в Джибути параллельно старой, построен в живописном французском стиле.
Международный аэропорт Боле обслуживает Аддис-Абебу и ближайшие города, является главными воздушными воротами страны. В 2003 году здесь был открыт новый международный пассажирский терминал, один из самых современных в Африке. Открыто воздушное сообщение Аддис-Абебы с Москвой. На западе города расположен старый аэропорт Лидета, используемый в настоящее время для военных целей и небольших самолётов.

## Правительство
В соответствии с конституцией Эфиопии 1995 года, Аддис-Абеба является одним из двух городов федерального подчинения (второй город Дыре-Дауа). В рамках прежнего административного деления правительство города имело статус регионального.
Правительство города состоит из мэра, возглавляющего исполнительную власть, и городского совета, являющегося законодательной властью. Кроме того, город подчиняется федеральным законам. Члены городского совета избираются напрямую жителями города, мэра выбирает городской совет из числа своих членов. Срок действия полномочий 5 лет. При этом федеральное правительство имеет право распустить городской совет и назначить временное управление до следующих выборов. Мэру города подчиняется администрация во главе с сити-менеджером и входящие в её состав различные департаменты.
С 2003 года до мая 2005 года мэром города был Аркэбэ Окубай (англ. Arkabe Oqubay). 31 мая 2005 года он был назван «Африканским мэром 2005». Тогда же он передал полномочия новому мэру, оппозиционному политику Берхану Неге, вскоре снятому с должности и арестованному в ходе политического конфликта между правительством и оппозицией. В период с 2013 по 2018 годы мэром города был Дириба Кума (англ. Diriba Kuma), сменивший на этом посту Куму Демексу (англ. Kuma Demeksa). С 17 июля 2018 года мэр города Такеле Ума Бенти (англ. Takele Uma Benti).

## Образование
Университет Аддис-Абебы был основан в 1950 году, первоначально носил название Университетский колледж Аддис-Абебы. В 1962 году он был переименован в Университет Аддис-Абебы. Здесь расположено 6 университетских городков и 1 кампус находится в городе Дэбрэ-Зэйте. Также во многих городах Эфиопии расположены филиалы этого университета.
В Аддис-Абебе расположен Институт эфиопских исследований и этнографический музей. Также есть множество частных колледжей.

## Достопримечательности
В Национальном музее хранится гипсовая копия Люси — австралопитека, найденного на территории Эфиопии. На сегодняшний день это древнейший человек, чьи останки были найдены.
Здесь расположена Эфиопская национальная библиотека и этнографический музей, музей Аддис-Абебы, музей Эфиопии и музей естественной истории. Богатые коллекции находятся в железнодорожном и почтовом музеях.
Примечательным является здание Георгиевского собора, основанного в 1896 году. В Свято-Троицком соборе находится захоронение императора Хайле Селассие. Крупнейшим католическим собором является собор Святой Троицы. Здесь расположена крупнейшая мечеть Эфиопии «Анвар».
В центре города располагается монумент Александру Сергеевичу Пушкину, прадед которого предположительно был уроженцем Эфиопии.
Другая достопримечательность города: рынок Меркато, основанный в период итальянского господства в Эфиопии.
Крупнейшее спортивное сооружение, стадион Аддис-Абебы, где в 2008 году был проведен чемпионат Африки по легкой атлетике.

## СМИ
В городе располагается главный офис правительственной газеты «Аддис-Зэмэн» («Новая эра»).

## Люди, связанные с городом
- Уольдэ-Киркос, Мэрсые Хазэн (1899—1978) — эфиопский чиновник, юрист, писатель, историк, депутат.
- Никос Папатакис (1918—2010) — греческий режиссёр. Родился и детство провел в Аддис-Абебе.
- Лия Кебеде (род. 1978) — эфиопская актриса.
- Сенэт Ашенафи (род. 1966) — актриса и деятель культуры Эфиопии.
- Николай Гумилёв: его стихи «Аддис-Абеба» посвящены этому городу.

## Города-побратимы
- Беэр-Шева, Израиль;
- Тель-Авив, Израиль;
- Пекин, Китай;
- Лейпциг, Германия;
- Чхунчхон, Южная Корея;
- Сан-Франциско, США;